# Rebekah Gardner
Rebekah Jasmine Gardner (ur. 9 lipca 1990 w Uplandzie) – amerykańska koszykarka występująca na pozycjach rzucającej oraz niskiej skrzydłowej, obecnie zawodniczka Chicago Sky, w WNBA.
Jej kuzyn Touissant Tyler grał w futbol amerykański na uczelni Washington oraz w New Orleans Saints (NFL).

## Osiągnięcia
Stan na 16 czerwca 2022, na podstawie, o ile nie zaznaczono inaczej..

### NCAA
- Uczestniczka turnieju NCAA (2010, 2011)
- Zaliczona do:
  - II składu Pac-12 (2012)
  - składu honorable mention Pac-10 All-Academic (2010)

### WNBA
- Finalistka pucharu WNBA Commissioner's Cup (2022)[3]

### Drużynowe
- Mistrzyni Rumunii (2021)[4]
- Wicemistrzyni Izraela (2016)[5]
- Zdobywczyni Pucharu Rumunii (2021)
- Finalistka pucharu:
  - Hiszpanii (2022)
  - Izraela (2016)[5]
- Uczestniczka międzynarodowych rozgrywek:
  - Euroligi (2020/2021, 2021/2022 – TOP 8)
  - Eurocup (2017/2018 – 4. miejsce w grupie E, 2018/2019 – 15. miejsce, 2020/2021 – TOP 8)

### Indywidualne
(* – nagrody przyznane przez portal eurobasket.com)
- MVP:
  - ligi:
    - izraelskiej (2016)
    - hiszpańskiej (2022)[6]

  - finałów ligi rumuńskiej (2021)*[4]
  - Pucharu Rumunii (2021)
  - kolejki ligi hiszpańskiej (3, 10, 12 – 2021/2022)[6]
- Najlepsza:
  - zawodniczka zagraniczna ligi izraelskiej (2016)*[5]
  - rzucająca ligi:
    - hiszpańskiej (2022)[6]
    - izraelskiej (2016)*[5]
- Zaliczona do:
  - I składu:
    - ligi:
      - hiszpańskiej (2022)
      - izraelskiej (2016)*[5]

    - zawodniczek zagranicznych ligi izraelskiej (2015, 2016)*[7][5]

  - II składu ligi*:
    - izraelskiej (2013, 2015)[8][7]
    - rumuńskiej (2021)[4]

  - składu honorable mention ligi*:
    - izraelskiej (2014)[9]
    - tureckiej (2018)[10]